# Operazione Zanzibar
Operazione Zanzibar (Mozambique) è un film del 1965 diretto da Robert Lynn.
È un film d'azione a sfondo poliziesco e drammatico britannico con Steve Cochran, Hildegard Knef e Paul Hubschmid.

## Produzione
Il film, diretto da Robert Lynn su una sceneggiatura di Peter Yeldham e un soggetto di Harry Alan Towers, fu prodotto dallo stesso Towers e da Oliver A. Unger per la London & Overseas Film Corporation e la Towers of London Productions e girato in Mozambico e nei pressi delle Cascate Vittoria.

## Colonna sonora
- Das geht beim esten mal vorbei - scritta da Charly Niessen, cantata da Hildegard Knef
- Hey You - musica di Gus Backus, parole di Joe Lordup, cantata da Vivi Bach
- You Came As a Stranger - musica di Johnny Douglas
- Texan Twist - musica di Johnny Douglas
- Zanzibar - musica di Johnny Douglas
- Stars over Durban - musica di Johnny Douglas
- Arab Dance - musica di Johnny Douglas
- Mozambique Rock - musica di Johnny Douglas

## Distribuzione
Il film fu distribuito con il titolo Mozambique nel Regno Unito nell'agosto del 1965 al cinema dalla British Lion Film Corporation.
Altre distribuzioni:
- in Germania Ovest il 26 marzo 1965 (Blonde Fracht für Sansibar)
- in Austria nel maggio del 1965 (Blonde Fracht für Sansibar)
- negli Stati Uniti il 9 febbraio 1966
- in Brasile (Moçambique, Capital do Inferno)
- in Italia (Operazione Zanzibar)
- in Grecia (Praktor FX 15: Epiheirisis Mozamviki)
- in Spagna (Zanzíbar)